# Seixo de Gatões
Seixo de Gatões ist eine Ortschaft und Gemeinde in Portugal.

## Geschichte
Über die Ursprünge und Frühgeschichte ist nicht viel bekannt. Möglicherweise war der Ort eine römische Siedlung, ausgehend von der etymologischen Herkunft der Ortsbezeichnung Seixo von Saxum. Im Zuge der Besiedlungspolitik nach der Reconquista wurde das nunmehr unbesiedelte und verwilderte Gebiet ab dem 12. Jahrhundert neu besiedelt und urbar gemacht. In einem Dokument vom 29. August 1451 ist der Ort Seixo als eine Ortschaft der Vila (Landkreis und Kleinstadt) Montemor-o-Velho vermerkt. 1936 wurde die eigenständige Gemeinde Gatões durch Abspaltung aus der Gemeinde Seixo gebildet, und im gleichen Zuge die Umbenennung Seixos in Seixo de Gatões vorgenommen.

## Verwaltung
Seixo de Gatões ist eine Gemeinde (Freguesia) im Kreis (Concelho) von Montemor-o-Velho. Am 19. April 2021 hatte die Gemeinde 1344 Einwohner auf einer Fläche von 10,9 km².
Folgende Ortschaften liegen in der Gemeinde:
- Cabeça Alta
- Carapetos
- Lavegadas
- Moita
- Ninho do Grou
- Pedra Branca
- Porto Mieiro
- Quinta de Cavaleiros
- Ribeiro
- Seixo
- Vale Saramago
- Vergieira